# Felicitas Ferber
Felicitas Ferber (* 20. Jahrhundert) ist eine deutsche Schauspielerin.

## Leben
Ferber spielte unter anderem in den 1960er Jahren in den Fernsehserien Percy Stuart, Die Firma Hesselbach, Polizeifunk ruft und Cliff Dexter. Ferner wirkte sie in dem 1970 erschienenen Film Ach du Schreck, mein Mann ist weg mit. Am 18. Juni 1966 hatte sie einen Auftritt in der TV-Samstagabendshow Einer wird gewinnen. In den 1980er Jahren war sie als Sprecherin bei diversen Tonaufnahmen von Romanen bekannter Schriftsteller für die Deutsche Blindenstudienanstalt e. V. tätig. Diese Produktionen sind als DAISY-Hörbuch erhältlich. 1990 bzw. 2010 lebte Felicitas Ferber in Unterhaching.

## Filmografie
- 1964: Frau Luna
- 1966: John Klings Abenteuer (Folge: Die Kunstsammler)
- 1966: Rififi in Paris (Du rififi à Paname)
- 1966: Der Verrat von Ottawa
- 1967: Polizeifunk ruft (Folge: Der schnelle Schlitten)
- 1967: Die Firma Hesselbach (Folge: ...und das Festival)
- 1967: Cliff Dexter (Folge: Einen Orden für Cliff)
- 1969: Stewardessen (Folge: Turbulenter Flug)[5]
- 1969: Husch, husch ins Körbchen
- 1969: Percy Stuart (Folge: Das Ausstellungsstück)
- 1970: Liebling, sei nicht albern!